# Козько Віктор Опанасович
Ві́ктор Опана́сович Козько́ (біл. Віктар Апанасавіч Казько; нар. 23 квітня 1940) — білоруський письменник, журналіст, перекладач і сценарист. Член Спілки письменників СРСР (з 1973), лауреат Державної премії Білоруської РСР імені Янки Купали (1982).

## Життєпис
Народився 23 квітня 1940 року в місті Калинковичах Гомельської області Білорусі в родині робітника. В роки німецько-радянської війни осиротів. Виховувався у Вільчанському та Хойницькому дитячих будинках.
У 1956 році вступив до Кемеровського гірничого індустріального технікуму. Згодом працював у шахті, у геологорозвідці. Друкуватися почав у 1962 році російською мовою.
З 1967 року — на журналістській роботі, завідувач відділом промисловості таштогольської газети «Червона Шорія» (Кемеровська область), літпрацівник обласної газети «Комсомолець Кузбасу», кореспондент кемеровського обласного радіо. У 1970 році закінчив заочне відділення Літературного інституту імені О. М. Горького в Москві.
З 1971 року мешкає в Мінську, літпрацівник газет «Червона зміна», «Радянська Білорусь», у 1973—1976 рр. — журналу «Неман». З 1971 року пише свої твори білоруською мовою. З 1976 року на творчій роботі. У 1985—1988 рр. — секретар Спілки письменників Білоруської РСР. З 1988 року знову на творчій роботі. У 1986 р. у складі делегації БРСР брав участь у роботі XL сесії Генеральної Асамблеї ООН.

## Нагороди і почесні звання
- Орден «Знак Пошани»;
- Лауреат премії Ленінського комсомолу (1977, за книгу «Здрастуй і прощавай»);
- Лауреат Державної премії Білорусі імені Янки Купали (1982, за повість «Суд у Слабадзе»);
- Лауреат літературної премії «Гліняны Вялес» (2009, за книгу «Бунт незапатрабаванага праху»);
- Лауреат премії «Залаты апостраф» у номінації «За високі творчі досягнення у сучасній білоруській літературі» (2010).

## Основні твори
- Повість рос. «Высокосный год» (1974).
- Повісті рос. «Здравствуй и прощай» (1976).
- Повісті рос. «Две повести: Повесть о беспризорной любви; Темный лес — тайга густая» (1977).
- Повість біл. «Суд у Слабадзе» (1978).
- Роман рос. «Колесом дорога» (1983).
- Роман біл. «Неруш» (1983).
- Роман біл. «Хроніка дзетдомаўскага саду» (1987).
- Вибране біл. «Выбраныя творы : У 2-х т.» (1990).
- Повісті, оповідання, ессе біл. «Выратуй і памілуй нас, чорны бусел» (1990).
- Повість біл. «Но пасаран» (1990).
- Роман біл. «Бунт незапатрабаванага праху» (2009).
- Книга ессе і публіцистики біл. «Дзікае паляванне ліхалецця» (2009).

## Робота у кінематографі
Написав сценарії до фільмів:
- 1980 — Повінь.
- 1983 — Сад.
- 1998 — Маленький боєць (Білорусь).
- 2000 — Зорка Венера (Білорусь).